# Аргилет
Аргилет (лат. Argiletum) — одна из центральных улиц (или также жилой район) Древнего Рима между Эсквилином и Виминалом.
Улица проходила между Субурой и Римским форумом. На ней располагались лавки ремесленников и книготорговцев, сапожников. В самой нижней части улицы, располагался храм Януса.
Недалеко от улицы когда-то находились глиняные карьеры, и улица, возможно, от них получила своё название (лат. argilla — «глина»).
Нижняя часть улицы, застроенная частными домами, была превращена Домицианом и Нервой в forum Transitorium («Проходной форум»).
Возможно, входом в Аргилет являлись — Porta Argiletana.